# Armend Thaçi
Armend Thaçi (Pristina, 10 ottobre 1992) è un calciatore kosovaro, difensore del Gjilani.

## Carriera

### Club
Ha esordito nella massima serie kosovara col Hajvalia nella stagione 2012-2013.
Il 31 agosto 2024 rescinde il suo contratto con il CFR Cluj.

### Nazionale
Ha giocato nella nazionale kosovara Under-21.
Ha esordito in nazionale il 13 novembre 2017 nella partita vinta per 4-3 contro la Lettonia.

## Palmarès

### Club

#### Competizioni nazionali
- Supercoppa del Kosovo: 2

Prishtina: 2013
Ballkani: 2023
- Coppa del Kosovo: 3

Prishtina: 2015-2016, 2019-2020
Ballkani: 2023-2024
- Campionato kosovaro: 3

Ballkani: 2021-2022, 2022-2023, 2023-2024